# Илинданско-преображењски устанак
Илинданско-преображењски устанак (буг. Илинденско-Преображенско въстание), или краће Илиндански устанак (мкд. Илинденско востание), била је организована побуна против Османског царства, коју је припремила и извела Унутрашња македонско-једренска револуционарна организација, уз подршку Врховног македонско-једренског комитета. Име устанка односи се на два хришћанска празника, Илиндан, који је посвећен Светом пророку Илији, и Преображење, које је посвећено Исусовом преображењу на планини Тавор. Устанак је трајао од почетка августа до краја октобра и захватио је огромну површину од обале Црног мора до обала Охридског језера.
Устанак у области Македоније захватио је већину средишњих и југозападних дијелова Битољског вилајета, гдје је имао подршку углавном мјесних бугарских сељака, и донекле цинцарско становништво области. Привремена влада је успостављена у Крушеву, гдје су устаници 12. августа прогласили Крушевску републику, која је сломљена након само десет дана. Блиско повезан устанак који су организовали бугарски сељаци 19. августа у Једренском вилајету, довео је до ослобађања великог подручја у планинама Странџа и стварања привремене владе у Василику под називом Република Странџа. Побуна је захватила и Косовски и Солунски вилајет.
До почетка устанка, многи од најобећавајућијих могућих вођа, укључујући Ивана Гарванова и Гоце Делчева, Османлије су већ су ухапсиле или убиле, а напори су прекинути у року од неколико мјесеци. Устанак су подржали оружани одреди који су се инфилтрирали у област са подручја Кнежевине Бугарске. Преживјели су успјели одржавати герилску кампању против Османлија наредних неколико година, али већи ефекат устанка био је тај што је увјерио европске силе да покушају убиједити османског султана да мора заузети помирљивији став према хришћанским поданицима у Европи.
Устанак се данас слави у Бугарској и Сјеверној Македонији као врхунац борбе њихових нација против османске владавине, па је то и даље питање које раздваја. Док се у Бугарској сматра општим устанком који је припремила заједничка револуционарна организација Бугара у Османском царству, са заједничким циљем аутономије за Македонију и једренску област, у Сјеверној Македонији се претпоставља да су у ствари постојала два одвојена устанка. Изводила су их два различита народа са различитим циљевима и практично су Македонци тежили својој независности. Иако је идеју о засебној македонској нацији тада подржале само шачица интелектуалаца у иностранству, македонска историја послије Другог свјетског рата поново је оцијенила Илиндански устанак као антибугарски устанак који су предводили етнички Македонци. Позиви на заједничке прославе нису много промијенили ово стање ствари.
Српски народ који живи на овом простору је стигао ВМРО бојовнике и осветио им се пошто су побегли када је наишла турска војска.

## Позадина
На прелазу у 20. вијек, Османско царство се распадало, а на територијама које је држало у источној Европи дуже од 500 година формиране су нове земље. Македонија и Тракија биле су регије неодређених граница, у непосредној близини новоформираних суверених држава — Бугарске, Грчке и Србије — али и даље под контролом Османских Турака. Свака од сусједних држава потраживања према Македонији и Тракији заснивала је на различитим историјским и етничким основама. Становништво је ипак било мјешовито, а супротстављене историјске тврдње засниване су на разним државама у далекој прошлости. Такмичење за контролу одвијало се углавном путем пропагандних кампања, чији је циљ био придобијање мјесног становништва, а одвијало се углавном путем цркава и школа. Подржане су и различите групе плаћеника, како од мјесног становништва, тако и од три конкурентне владе.
Најдјелотворнија група била је Унутрашња македонско-једренска револуционарна организација (ВМОРО), основана у Солуну 1893. године. Група је имала бројне промјене назив прије и послије устанка. Била је претежно бугарска и подржавала је идеју о аутономији Македоније и једренске области у оквиру османске државе под слоганом „Македонија Македонцима”. Убрзо су у њене редове почели да се инфилтрирају чланови Врховног македонско-једренског комитета, групе која је формирана у Софији 1894. године. Ова група је називана врховисти и залагала се за припајање области Бугарској.
Будући да се израз аутономија редовно користио везано за македонско питање, важно је напоменути смисао и разлог. Његова инспирација свакако је припадала балканској пракси 19. вијека у којој су силе одржавале фикцију османске контроле над ефективно независним државама под маском аутономног статуса у оквиру Османског царства (Србија 1829—1878, Румунија 1829—1878, Бугарска 1878—1908). Штавише, из македонског угла, циљ независности путем аутономије имао је још једну предност. Што је још важнија, ВМОРО је био свјестан да ни Србија ни Грчка не могу очекивати да ће добити цијелу Македонију и, за разлику од Бугарске, обје земље су се радовале и тражиле подјелу. Аутономија је, дакле, била најбоља профилакса против подјеле, која би очувала бугарски карактер хришћанског македонског становништва, упркос одвајању од Бугарске.
Двије групе имале су различите стратегије. ВМОРО, како је првобитно замишљено, настојао је да убудуће припреми пажљиво планирани устанак, али ВМОК је преферирао непосредне рације и герилске операције како би подстакли неред и таложне интервенције. С друге стране, мања групе конзервативаца у Солуну организовала је Бугарско тајно револуционарно братство (БТРБ). Касније је укључено у ВМОРО 1902, а чланови су, као нпр. Иван Гарванов, имали значајан утицај на организацију. Они су требали предводити Илинданско-преображењски устанак, а касније су постали језгро десничарског крила ВМРО-а. Један од оснивача ВМОРО-а, Гоце Делчев, био је снажан заговорник споријег поступања, али су врховисти тражили да се устанак догоди у љето 1903. године. Самог Делчева су убиле Османлије у мају 1903. године.
У међувремену, крајем априла 1903, група младих анархиста из Гемиџијског круга — матуранти Солунске бугарске мушке гимназије — покренули су кампању терористичког бомбардовања, тзв. Солунски атентати. Њихов циљ био је да привуку пажњу великих сила на османске репресије у Македонији и источној Тракији. Као одговор на нападе, османска војска и башибозуци масакрирали су многе недужне Бугаре у Солуну, а касније и у Битољу.
С обзиром на ове околности, план врховиста је напредовао. Под вођством Ивана Гарванова, ВМОРО је донио одлуку о војном устанку. Сам Гарванов није учествовао у устанку, због хапшења и изгнанства на Родос. За устанак је одабран 2. августа (20. јул по јулијанском календару), на дан хришћанског празника Илиндан. Конгрес у Петровој њиви код Малог Трнова 11. јула одредио је као датум почетка устанка 23. јул, а затим га је одложио за 2. август. Тракија која је окруживала једренски вилајет, није била спремна и преговарала је о каснијем датуму устанка у тој области. Током расправе бугарске владе о устанку, донесена је одлука о подршци положаја ВМОРО-а о потпуно унутрашњем карактеру устанка. Осим личног упозорења предсједника Владе Рача Петрова Гоце Делчеву у јануару 1903. о одлагању или чак отказивању устанка, влада је послала циркуларну ноту својим дипломатским представништвима у Солуну, Битољу и Једрену, савјетујући становништво да не подлегне пропаганди која се залаже за устанак, пошто Бугарска није била спремна да је подржи.
Старе руске пушке Бердан и Крнка, као и Манлихер, испоручене су из Бугарске у Скопље на инсистирање официра бугарске војске Бориса Сарафова за бржу брзу ватру. У својим мемоарима Сарафов наводи да је главни извор средстава за куповину оружја од бугарске војске дошао од отмице госпођице Стон, као и од контаката у Европи.

## Ток устанка
Највећи замах устанак је имао у Битољском револуционарном округу. Устаници су пресекли телеграфске и телефонске жице, нападали беговске куле и поседе и месне гарнизоне и порушили мостове. У преспанском крају нападнут је нахијски центар Наколец, у демирхисарском крају нападнут је гарнизон у селу Прибилци, у костурском крају устаници су напали аскер у селу Вишени и градове Клисуру и Невеску. У леринском крају били су нападнути Старо Нередски и Ниџенски. У охридском крају нападани су турски гарнизони у Малисију, Горну Дебарцу, Долну Дебарцу и Ортакол. Било је нападнуто и Кичево. У прилепском крају највећа акција је била напад на село Чаниште.

## Циљеви устанка
Крушево је освојено нападом на касарну, пошту, зграду општине и друге објекте. У њему је успостављена скупштина од 60 чланова. Проглашена је Крушевска Република, прва република на Балкану у то време, а Никола Карев (1877—1905) је изабран за њеног предсједника. Формирана је скупштина која ће да изабере републичку владу. Чланови Владе били су Дину Вангели, Георги Чаче, Теохар Нешков, Христо Ћуркчиев, Димитар Секулов и Никола Баљу. Влада је издала документ под именом Крушевски манифест, који је одређивао циљеве устанка и организовање аутономије Македоније након устанка.

## Контранапад Османског царства
Османске власти су спровеле контранапад, кренувши на Смилево, а затим и на Демир Хисар. 10. августа 20.000 турских војника под командом Бахтијар-паше опколило је Крушево. Крушевски револуционари, којих је укупно било 1200, заузели су одбрамбене положаје. Бахтијар-паша је 12. августа позвао устанике да се предају, али они су то одбили. Након бомбардовања града, турски аскер је са свих страна ушао у Крушево. У чети војводе Питу Гулија сви су изгинули. Штаб, на челу са Николом Каревим, пробио се низ турски кордон. Међутим, устаници су побијеђени. Крушевска република трајала је само десет дана. Османлије су затим вршиле одмазду над становништвом Крушева.
Сљедећа три мјесеца Османлије су хватале и убијале устанике по Македонији. Посљедице устанка биле су трагичне. Изгорело је 12.400 кућа, 70.836 људи је остало без домова, из Македоније је избјегло 30.000 људи, било је убијено 8.816 људи, жена и дјеце. У Битољском вилајету је изгорело 108 села, која су потпуно уништена. Када се ситуација смирила власт је дала новчану накнаду становништву. Добили су само деца (испод 15 година) и старци (преко 60 година) "једном за свагда 15 гроша по глави". Далеко већу помоћ пружиле се државе Русија, Србија и Енглеска, док је Бугарска дала мање. Руси су дали бугарским владикама да они деле, а Енглези су у Охриду отворили две болнице; једну за рањенике а другу за дифтеричну децу, а Србија је изгласала у скупштини прилог од 500.000 динара и велику количину брашна, уз прилог који је обезбедило "Коло српских сестара".

## Ситуација након устанка
Неуспехом Илинданског устанка, ситуација у Македонији се знатно промијенила. У њу су довођене ефикасније турске чете, а долазиле су и чете из Србије, Грчке и Бугарске, које су све три жељеле себи да прикључе територију Македоније. У ВМРО је дошло до раскола и појавиле су се двије политичке струје. Македонски револуционари који су преостали били су више усредсређени на политику него да ослобођење од турске владавине. ВМРО је ослабила и није успјела да се претвори у самосталну македонску војску која би се залагала за аутономију или независност Македоније, како је жељела. У Македонији су ојачали тзв. врховисти, присталице Врховног македонског комитета, политичког тијела које је успоставила Бугарска и које је имало за циљ бугаризацију словенског становништва Македоније и њено припајање Бугарској.
За време Југославије илинданским устаницима се признала такозвана илинденска пензија.